# Anna Jepifanowna Alichowa
Anna Jepifanowna Alichowa (russisch Анна Епифановна Алихова; * 1. Julijul. / 14. Juli 1902greg. in Moskau; † 30. Juni 1989 ebenda) war eine russisch-sowjetische Historikerin, Prähistorikerin und Archäologin.

## Leben
Alichowas Vater war Bankbeamter. Ihre Mutter führte eine kleine Nähwerkstatt. Nach dem Gymnasiumsbesuch begann Alichowa das Studium im Revolutionsjahr 1917 an der Universität Moskau (MGU) in der Physikalisch-Mathematischen Fakultät. Ab 1922 beteiligte sie sich an den Expeditionen der Abteilung für Anthropologie und Ethnographie unter der Leitung des Archäologen und Ethnographen Boris Sergejewitsch Schukow. Gegenstand einer Expedition waren Feldstudien in Wetluga. 1928 führte sie zusammen mit Anna Wassiljewna Sbrujewa Ausgrabungen im Rajon Nawaschino auf dem Malo-Okulowski-Kurgan der bronzezeitlichen Posdnjakow-Kultur durch. 1930 schloss sie das Studium als Externe am Lehrstuhl für Anthropologie der MGU ab.
Nach dem Studium arbeitete Alichowa im Moskauer Oblast-Museum und ab 1934 in der Moskauer Abteilung der Staatlichen Akademie der Geschichte der Materiellen Kultur (MOGAIMK). 1935 wurde sie Wissenschaftliche Mitarbeiterin des Moskauer Historischen Museums. 1938 wurde sie Laborantin am Lehrstuhl für Archäologie der Historischen Fakultät der MGU.
Nach Beginn des Deutsch-Sowjetischen Kriegs wurde Alichowa nach Taschkent evakuiert, wo sie als Mittelschullehrerin arbeitete. Nach der Rückkehr 1943 nach Moskau begann sie die Aspirantur in der MOGAIMP. 1947 verteidigte sie mit Erfolg ihre Dissertation über die mordwinischen Grabstätten des 10. bis 14. Jahrhunderts für die Promotion zur Kandidatin der historischen Wissenschaften. Darauf wurde sie Wissenschaftliche Mitarbeiterin der MOGAIMP, die 1957 das Moskauer Institut für Archäologie der Akademie der Wissenschaften der UdSSR (AN-SSSR) wurde. Sie untersuchte nun mit Ausgrabungen Siedlungen der frühen Eisenzeit in der Oblast Kursk. 1950–1956 leitete sie eine Gruppe der Kuibyschew-Expedition beim Bau des Kuibyschew-Kraftwerks und untersuchte das für die Überschwemmung vorgesehene Gebiet. Später führte sie eine Ausgrabung in der Oblast Pensa im Rajon Narowtschat durch, wo sich im 14. Jahrhundert die Stadt Mochschi der Goldenen Horde befand. Auch nach ihrer Pensionierung 1963 war sie wissenschaftlich tätig und untersuchte neue Ausgrabungsstätten in der Oblast Kursk.
Alichowa war verheiratet mit dem Archäologen Michail Wazlawowitsch Wojewodski.